# Taraxacum torvum
Taraxacum torvum (лат.) — вид цветковых растений рода Одуванчик (Taraxacum) семейства Астровые (Asteraceae). Впервые описан ботаником Г. Э. Хаглундом в 1964 году.

## Распространение
Эндемик острова Ян-Майен, входящего в состав Норвегии. Один из по меньшей мере трёх эндемичных для этого острова видов рода Одуванчик; другие два — Taraxacum recedens (Dahlst.) G.E. Haglund (сейчас считается синонимом Taraxacum acromaurum Dahlst.) и Taraxacum brachyrhynchum G.E. Haglund.

## Описание
Растение крупного размера, около 50 см высотой.
Листья длинные, прямостоячие, обратнояйцевидно-ланцетной формы.
Соцветие почти черновато-зелёного оттенка.
Плод — семянка размером 5 мм.